# Чотири сестри (казка)
«Чотири сестри» — дитячий твір українського письменника-шістдесятника, літературознавця, публіциста Валерія Шевчука.
Казка «Чотири сестри» входить до збірки казок В.Шевчука «Панна квітів. Казки моїх дочок».
Твір включений до модельної навчальної програми з української літератури (автори: Яценко Т., Качак Т., Кизилова В., Пахаренко В., Дячок С., Овдійчук Л., Слижук О., Макаренко В., Тригуб І.) для 5 класу у межах розділу «Народні та літературні казки».

## Жанр та проблематика твору
Жанр твору «Чотири сестри» визначається як казка-притча або філософська казка про зміни пір року. У творі порушуються морально-етичні проблеми: боротьба добра і зла, правди і неправди, любові та ненависті, щирості та заздрості. Притчевий характер казки та її алегоричний смисл розкриваються за допомогою символа Сну. Основна ідея твору полягає у твердженні, що добро здатне перемогти зло лише за умови щирої любові.
На думку дослідниці Т.Кизилової, завдяки відтворенню боротьби Весни, Літа й Осені з намаганнями Зими не поступатися владою над кліматом, казка « Чотири сестри» позначена «психологічно вмотивованим рухом від своєрідної внутрішньої анемії до активного спротиву».

## Сюжет твору
Чотири вродливі сестри по черзі панують у світі — кожна протягом трьох місяців. Наприкінці правління кожна сестра-цариця поступово втрачає красу, для відновлення якої їй потрібний довгий сон. Між сестрами добрі і ніжні стосунки. Вони змінюють одна одну на троні, не даючи таким чином постаріти жодній. Поки панує одна із сестер, дві сестри сплять і набираються сил, а та, яка має бути наступною царицею, чепуриться.
Такий порядок зберігався близько мільйона років, поки під час царювання Білокосої сестри до неї не злетів Чорний птах, що став нашіптувати їй підозри, що інші сестри прагнуть позбавитися Білокосої сестри через заздрощі до її краси.

Білокоса сестра вірить Чорному птахові, тому відмовляється поступитися місцем на троні спочатку Зеленокосій сестрі, потім — Синьокосій. Без сну вона втрачає красу, перетворюється на стару бабу, але не знає про це, оскільки Чорний птах розбив її люстерко та люстерка її сестер. Весь цей час на землі панує зима: 
«…все навкруги кригою та снігом закуто, — зібралося тієї криги так багато, що не тільки ріки й озера, але й земля нею покрита… звірі почали збиватись у великі стада і рушили у краї тепліші»
Лише Золотокосій сестрі вдається подолати Чорного птаха, поранивши його пірначем, та розкрити Білокосій сестрі правду. Казка завершується примиренням сестер та відновленням зміни пір року на землі: 
«Стежкою назустріч їм ішла прегарна дівчина. Зелені шати маяли в неї за плечима, зелене волосся гралось із теплим вітерцем, зелений з голубими квітами вінок лежав над її рівним, погідним чолом, довкола її осяйної постаті літали розсипала навкруг насіння квітів. Воно одразу ж проростало, пробиваючи сніг, і цвіло білим та синім квітом. Саме від того й виникала чарівна музика, а співала Зеленокоса, співала Весна»

## Символіка твору
У казці «Чотири сестри» алегорично показано зміну пір року: чотири сестри царюють по черзі, а природні явища пов'язані з їхніми діями.
Білокоса сестра — це Зима. Коли вона думає, тріщать морози, коли сумнівається — віють вітри.
Зеленокоса сестра — це Весна. Навколо неї літають птахи, а вона розсипає насіння квітів.
Синьокоса сестра — це Літо. Коли вона йде, зацвітає земля.
Золотокоса сестра — це Осінь. Коли вона йде, літають павутинки, що символізують настання Бабиного літа
Чорний птах — Помічник Чорного вітра, уособлення Зла, заздрості, темних думок.
Дзеркало — символ правди, якщо ціле; символ омани, коли розбите. Розбите люстерко є виразною інтертекстуальною паралеллю із казкою «Снігова королева» Г.-Х. Андерсена, у якій розбите злими тролями дзеркало стало причиною поневірянь головних героїв
Інші символи: хлопці Холодні вітри з крижаними трубами, Чорний Вітер, Блакитний палац, жучок-черв'ячок на павутинці, золоті хлопці з золотими трубами, Тіні-Сни.
У казці «Чотири сестри» автор використовує кольори-епітети, що мають певний символічний зміст, зокрема білий і синій символізують спокій та гармонію, а зелений — весняне пробудження.
Зеленокоса, Синьокоса і Золотокоса сестри уособлюють добро: їхня любов і терпіння змусили Зиму задуматися над своїм учинком, заплакати і таким чином розтопити своє крижане серце.
Перемога добра над злом зображена в казці як прихід на землю весни.

## Історія написання
Казка «Чотири сестри» входить до збірки казок «Панна квітів. Казки моїх дочок», що була написана Валерієм Шевчуком для своїх доньок Мирослави та Юліани, які брали участь у розробці сюжету та образів героїв.

## Видання
Перше видання казки було включене до збірки казок Валерія Шевчука «Панна квітів. Казки моїх дочок», виданої Видавництвом дитячої літератури «Веселка» у 1990 році. Ілюстрації до збірки були виконані Ольгою Рубіною і вдало доповнюють словесні портрети сестер візуальними образами: передчасно постарілої Білокосої Зими із Чорним Птахом заздрості на плечі; заплаканої Зеленокосої Весни; заквітчаної, але сумної Синьокосої сестри-Літа, осяйної Золотокосої Осені з перначем у руці, що допоміг здолати злі сили й відкрив прихід Весни.
Інші видання (у збірках):
- Шевчук Валерій «Панна квітів» та інші казки. — Тернопіль: Видавництво «Богдан», 2015[8]